# Boissei-la-Lande
Boissei-la-Lande est une commune française, située dans le département de l'Orne en région Normandie, peuplée de 109 habitants.

## Géographie

### Hydrographie
La commune est située dans le bassin Seine-Normandie. Elle est drainée par l'Orne, le ruisseau de la Gironde, le ruisseau du Calvaire, l'Orne et un autre petit cours d'eau,.
L'Orne, d'une longueur de 170 km, prend sa source dans la commune d'Aunou-sur-Orne et se jette  dans l'embouchure de l'Orne à Merville-Franceville-Plage, après avoir traversé 60 communes. 

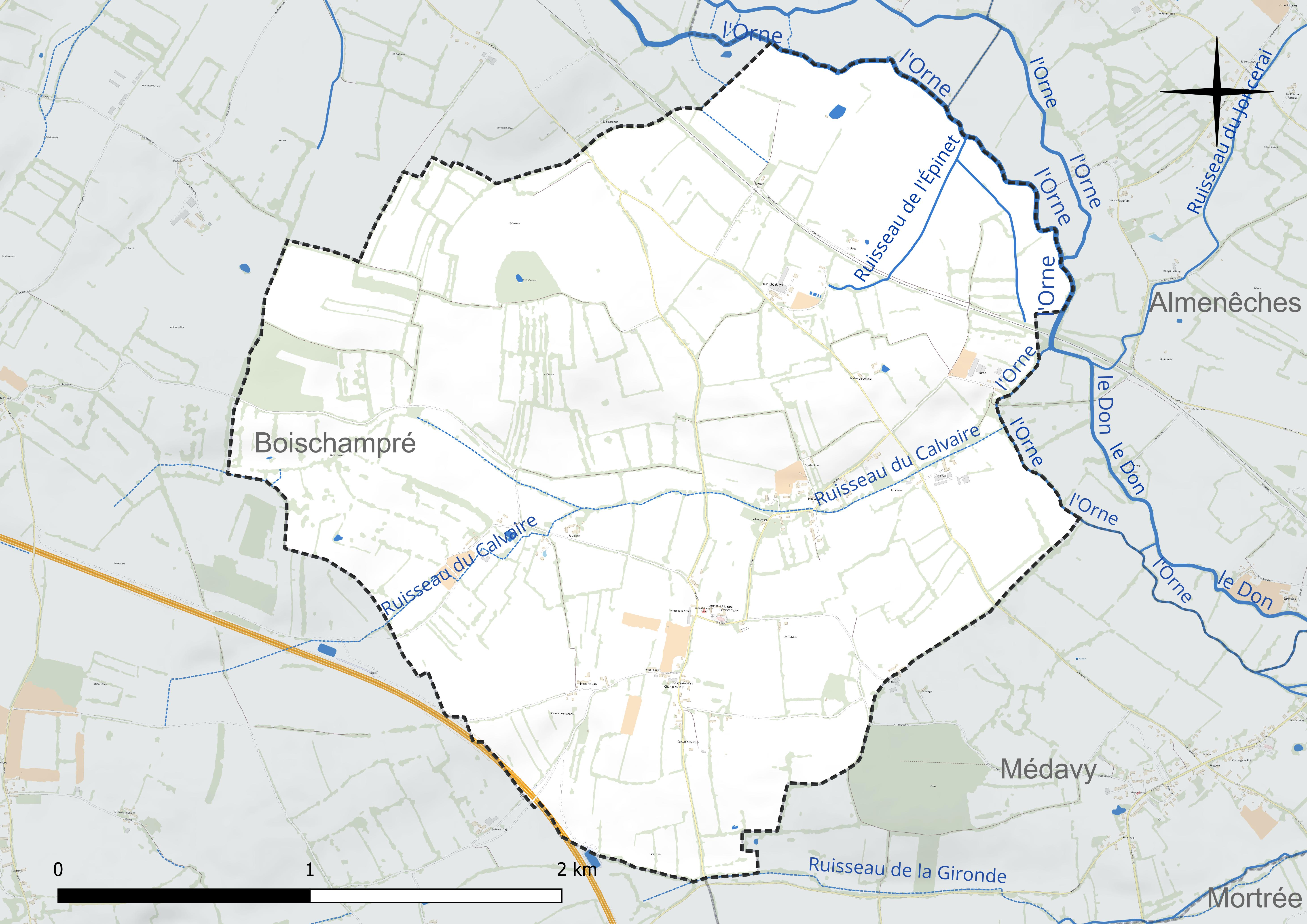
Réseau hydrographique de Boissei-la-Lande.

### Climat
Pour des articles plus généraux, voir Climat de la Normandie et Climat de l'Orne.
En 2010, le climat de la commune est de type climat océanique dégradé des plaines du Centre et du Nord, selon une étude du CNRS s'appuyant sur une série de données couvrant la période 1971-2000. En 2020, Météo-France publie une typologie des climats de la France métropolitaine dans laquelle la commune est dans une zone de transition entre le climat océanique et le climat océanique altéré et est dans la région climatique Normandie (Cotentin, Orne), caractérisée par une pluviométrie relativement élevée (850 mm/a) et un été frais (15,5 °C) et venté. Parallèlement le GIEC normand, un groupe régional d’experts sur le climat, différencie quant à lui, dans une étude de 2020, trois grands types de climats pour la région Normandie, nuancés à une échelle plus fine par les facteurs géographiques locaux. La commune est, selon ce zonage, exposée à un « climat des plateaux abrités », se caractérisant par une pluviométrie et des contraintes thermiques modérées mais aussi, par effet de continentalité, des températures plus contrastées qu'au nord dans la plaine de Caen, avec communément 10 à 15 jours par an de plus de froid en hiver et de chaleur en été.
Pour la période 1971-2000, la température annuelle moyenne est de 10,2 °C, avec une amplitude thermique annuelle de 13,8 °C. Le cumul annuel moyen de précipitations est de 750 mm, avec 11,9 jours de précipitations en janvier et 7,5 jours en juillet. Pour la période 1991-2020, la température moyenne annuelle observée sur la station météorologique la plus proche, située sur la commune d'Argentan à 9 km à vol d'oiseau, est de 11,1 °C et le cumul annuel moyen de précipitations est de 691,9 mm,. Pour l'avenir, les paramètres climatiques de la commune estimés pour 2050 selon différents scénarios d’émission de gaz à effet de serre sont consultables sur un site dédié publié par Météo-France en novembre 2022.

## Urbanisme

### Typologie
Au 1er janvier 2024, Boissei-la-Lande est catégorisée commune rurale à habitat très dispersé, selon la nouvelle grille communale de densité à sept niveaux définie par l'Insee en 2022.
Elle est située hors unité urbaine. Par ailleurs la commune fait partie de l'aire d'attraction d'Argentan, dont elle est une commune de la couronne,. Cette aire, qui regroupe 50 communes, est catégorisée dans les aires de moins de 50 000 habitants,.

### Occupation des sols
L'occupation des sols de la commune, telle qu'elle ressort de la base de données européenne d’occupation biophysique des sols Corine Land Cover (CLC), est marquée par l'importance des territoires agricoles (100 % en 2018), une proportion identique à celle de 1990 (100 %). La répartition détaillée en 2018 est la suivante : prairies (54,8 %), terres arables (39,9 %), zones agricoles hétérogènes (5,3 %). L'évolution de l’occupation des sols de la commune et de ses infrastructures peut être observée sur les différentes représentations cartographiques du territoire : la carte de Cassini (XVIIIe siècle), la carte d'état-major (1820-1866) et les cartes ou photos aériennes de l'IGN pour la période actuelle (1950 à aujourd'hui).

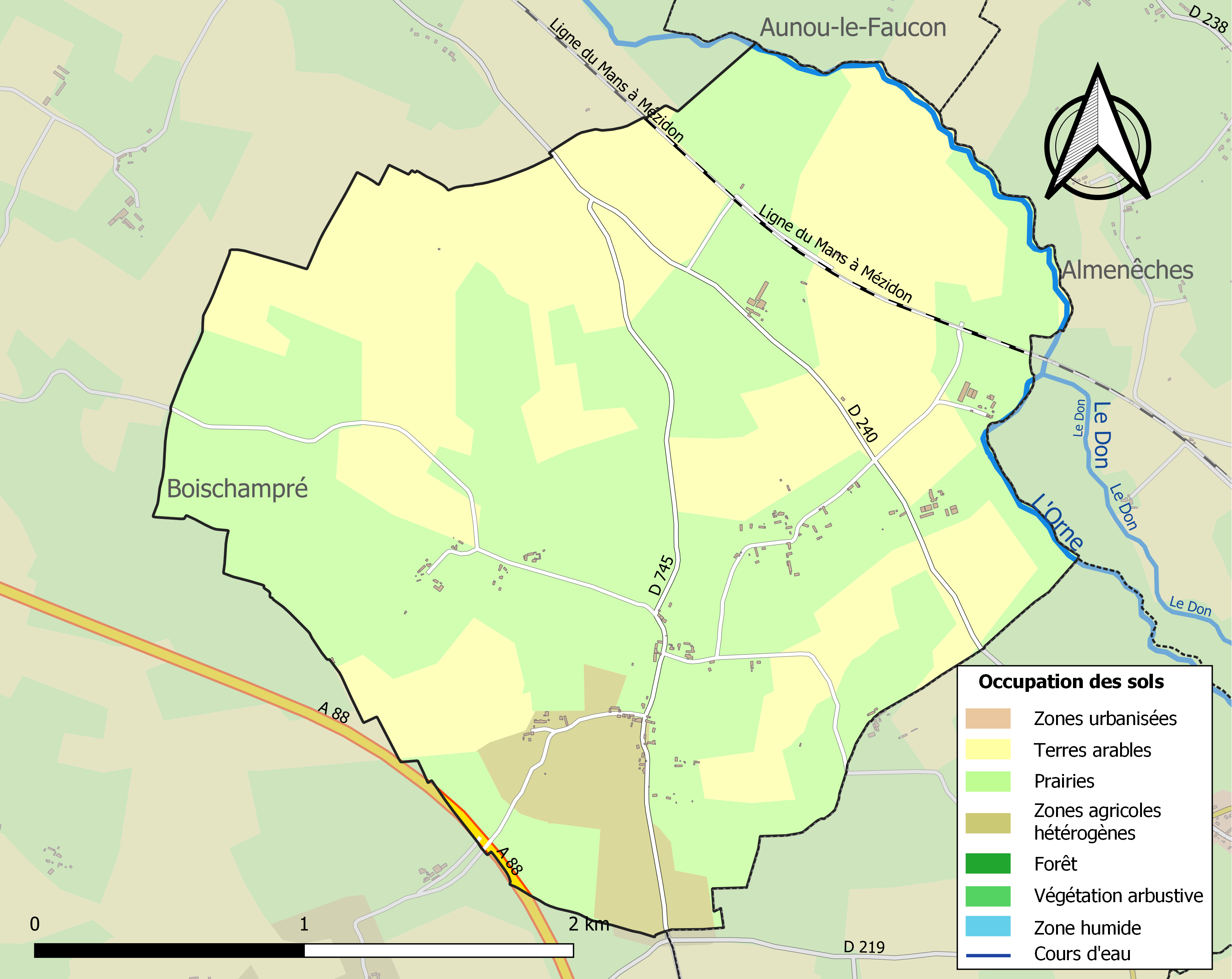
Carte des infrastructures et de l'occupation des sols de la commune en 2018 (CLC).

## Toponymie
Le nom de la localité est attesté sous la forme Buxeio au début du XIIIe siècle,.
Le toponyme est issu du gallo-roman BUXU (latin buxus) « buis ». De l'oïl *boissei « ensemble de buis ». L'étymologie est similaire à celle d'autres communes ornaises telles Boissy-Maugis, Boëcé et Boucé.
Dans ce toponyme, Lande n'est qu'une corruption, de Londe, officialisée au XIXe siècle, du norrois Lundr, « bosquet » (un hameau de la commune s'appelle toujours la Londe).

## Histoire
Avant la Révolution, la seigneurie de Boissei appartient un temps aux familles de Heudey et de Viel des Parquets.

## Politique et administration
| Période                                  | Période   | Identité          | Étiquette | Qualité           |
| ---------------------------------------- | --------- | ----------------- | --------- | ----------------- |
| 1992                                     | mars 2008 | Dominique Tribout | SE        | Agriculteur       |
| mars 2008                                | En cours  | Daniel Jaubleau   | SE        | Retraité (banque) |
| Les données manquantes sont à compléter. |           |                   |           |                   |

Le conseil municipal est composé de onze membres dont le maire et deux adjoints.

## Démographie

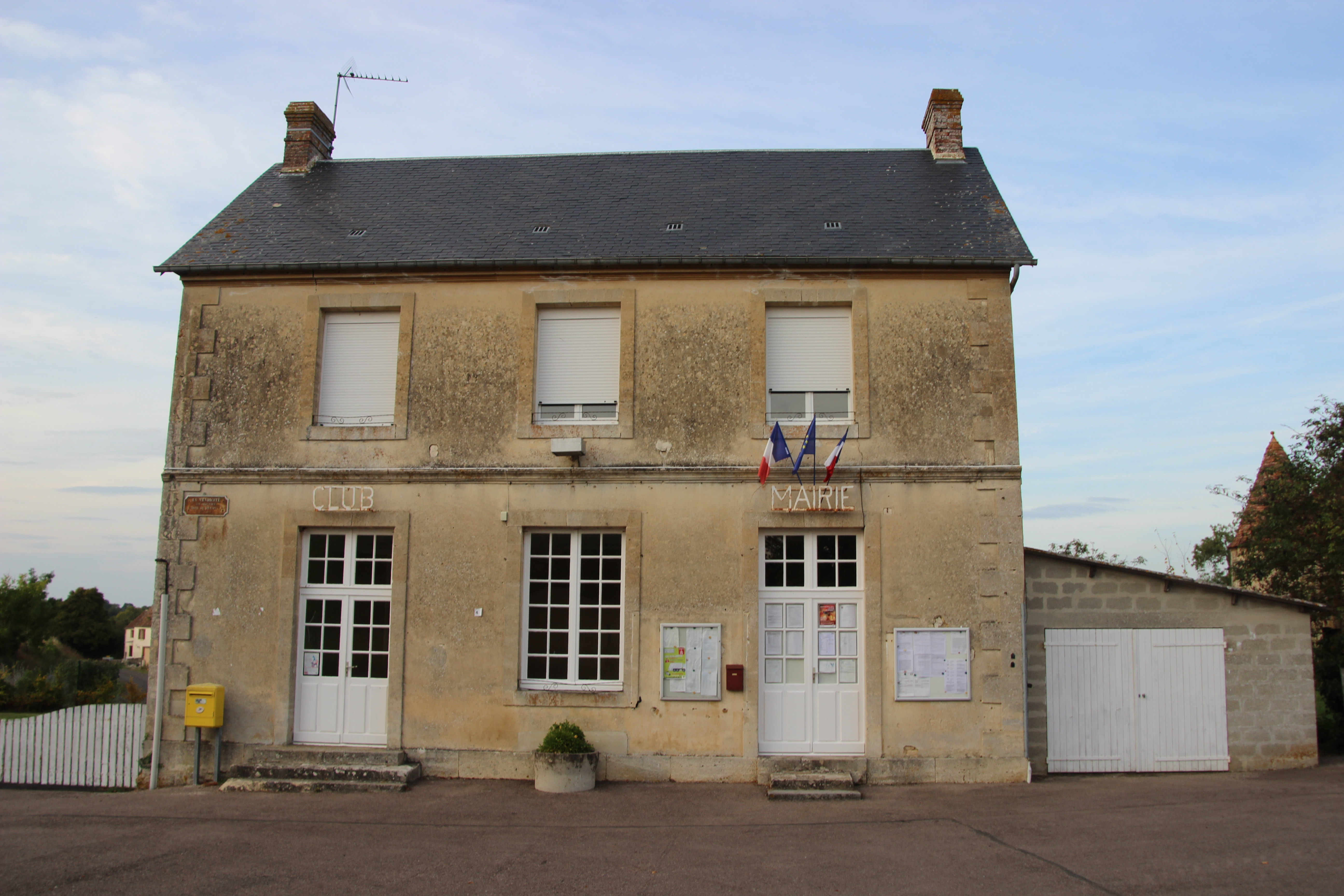
Mairie.

L'évolution du nombre d'habitants est connue à travers les recensements de la population effectués dans la commune depuis 1793. Pour les communes de moins de 10 000 habitants, une enquête de recensement portant sur toute la population est réalisée tous les cinq ans, les populations de référence des années intermédiaires étant quant à elles estimées par interpolation ou extrapolation. Pour la commune, le premier recensement exhaustif entrant dans le cadre du nouveau dispositif a été réalisé en 2006.
En 2022, la commune comptait 109 habitants, en évolution de −11,38 % par rapport à 2016 (Orne : −3,21 %, France hors Mayotte : +2,11 %).
| 1793 | 1800 | 1806 | 1821 | 1836 | 1841 | 1846 | 1851 | 1856 |
| ---- | ---- | ---- | ---- | ---- | ---- | ---- | ---- | ---- |
| 305  | 288  | 253  | 332  | 290  | 315  | 314  | 302  | 304  |

| 1861 | 1866 | 1872 | 1876 | 1881 | 1886 | 1891 | 1896 | 1901 |
| ---- | ---- | ---- | ---- | ---- | ---- | ---- | ---- | ---- |
| 302  | 285  | 288  | 269  | 252  | 231  | 221  | 200  | 200  |

| 1906 | 1911 | 1921 | 1926 | 1931 | 1936 | 1946 | 1954 | 1962 |
| ---- | ---- | ---- | ---- | ---- | ---- | ---- | ---- | ---- |
| 180  | 171  | 154  | 181  | 158  | 156  | 132  | 147  | 140  |

| 1968 | 1975 | 1982 | 1990 | 1999 | 2006 | 2011 | 2016 | 2021 |
| ---- | ---- | ---- | ---- | ---- | ---- | ---- | ---- | ---- |
| 113  | 103  | 115  | 104  | 115  | 120  | 109  | 123  | 115  |

| 2022 | - | - | - | - | - | - | - | - |
| ---- | - | - | - | - | - | - | - | - |
| 109  | - | - | - | - | - | - | - | - |

## Lieux et monuments

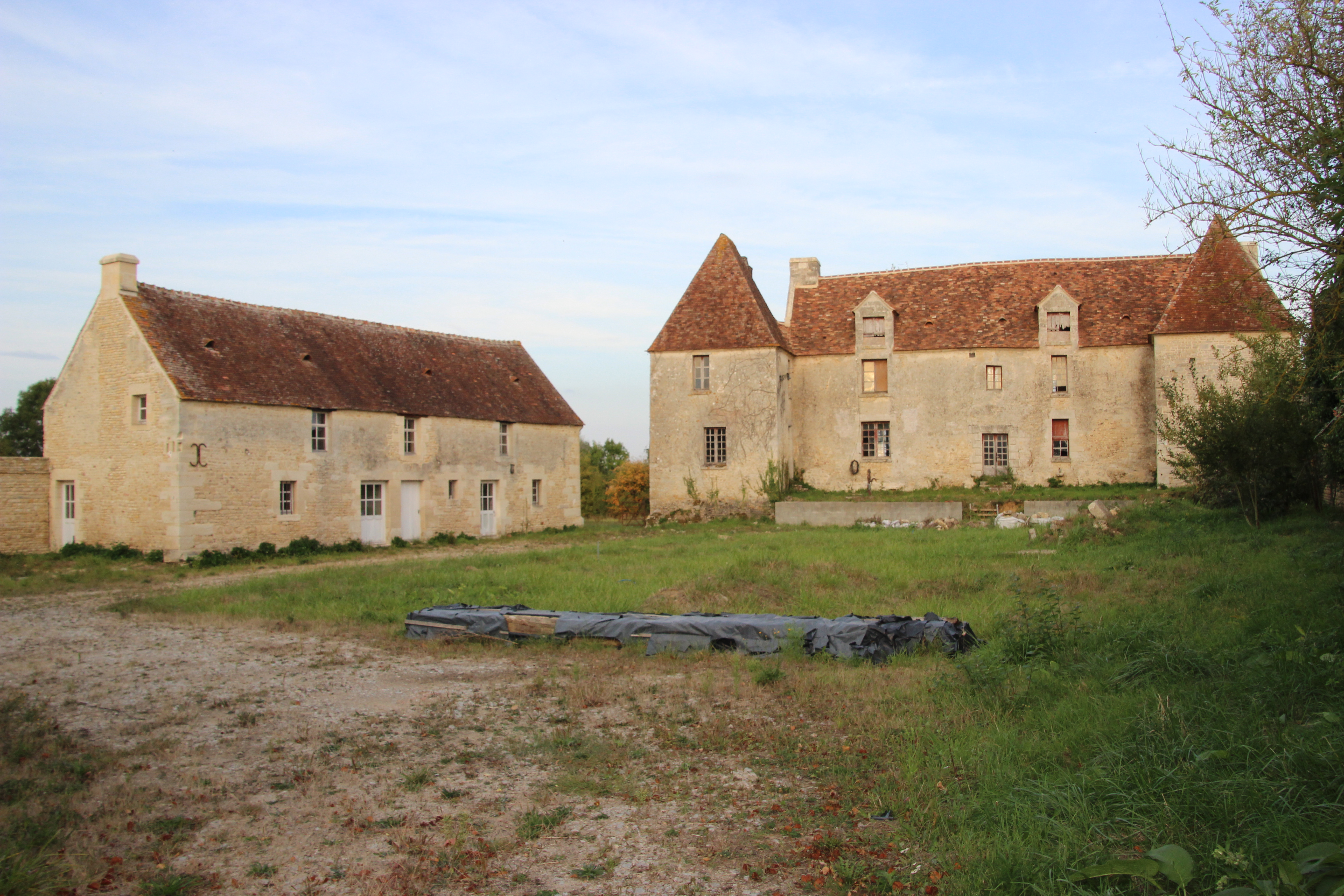
La ferme de l'Église.
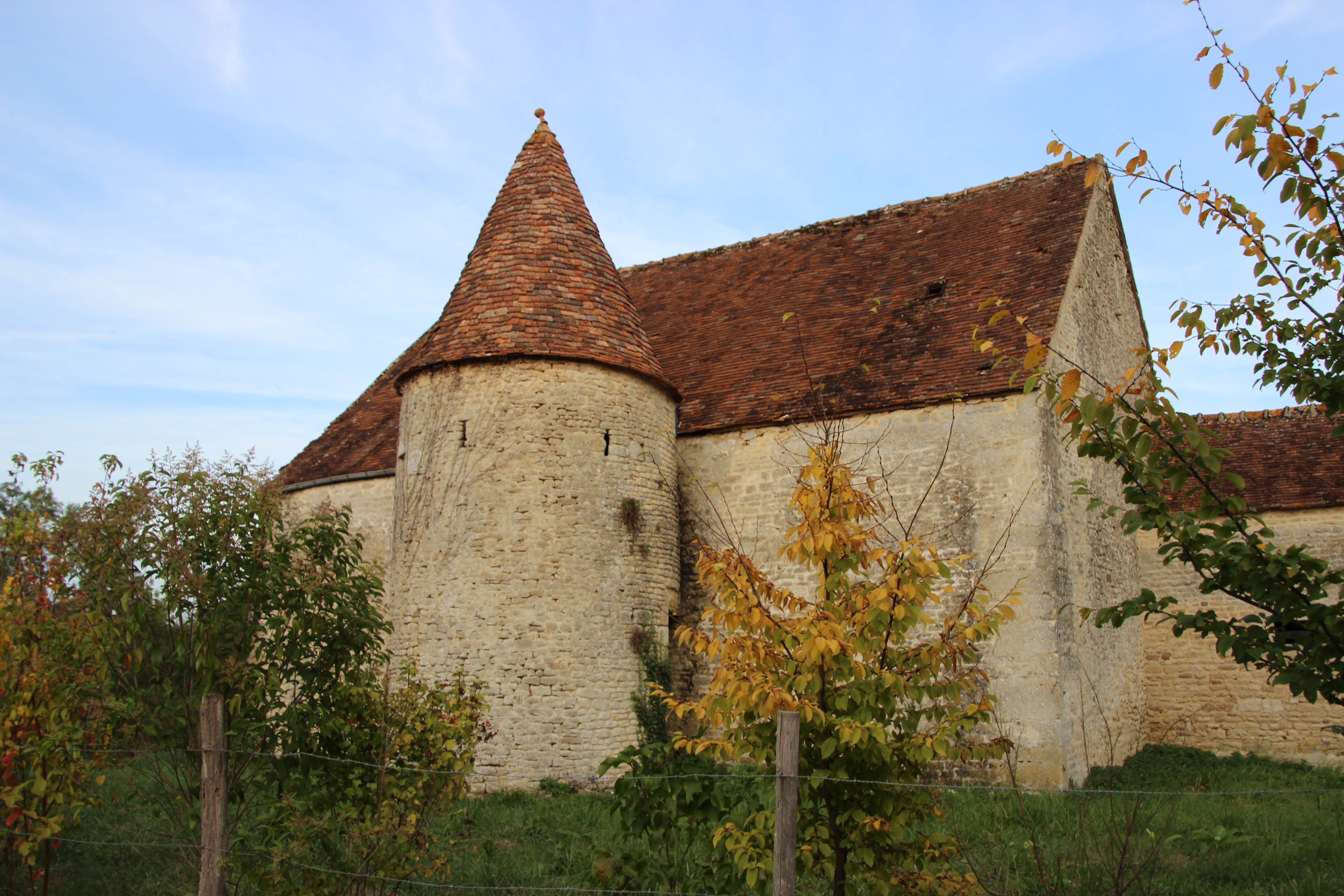
Manoir XVIe siècle dans l'enceinte de la ferme de l'Église.
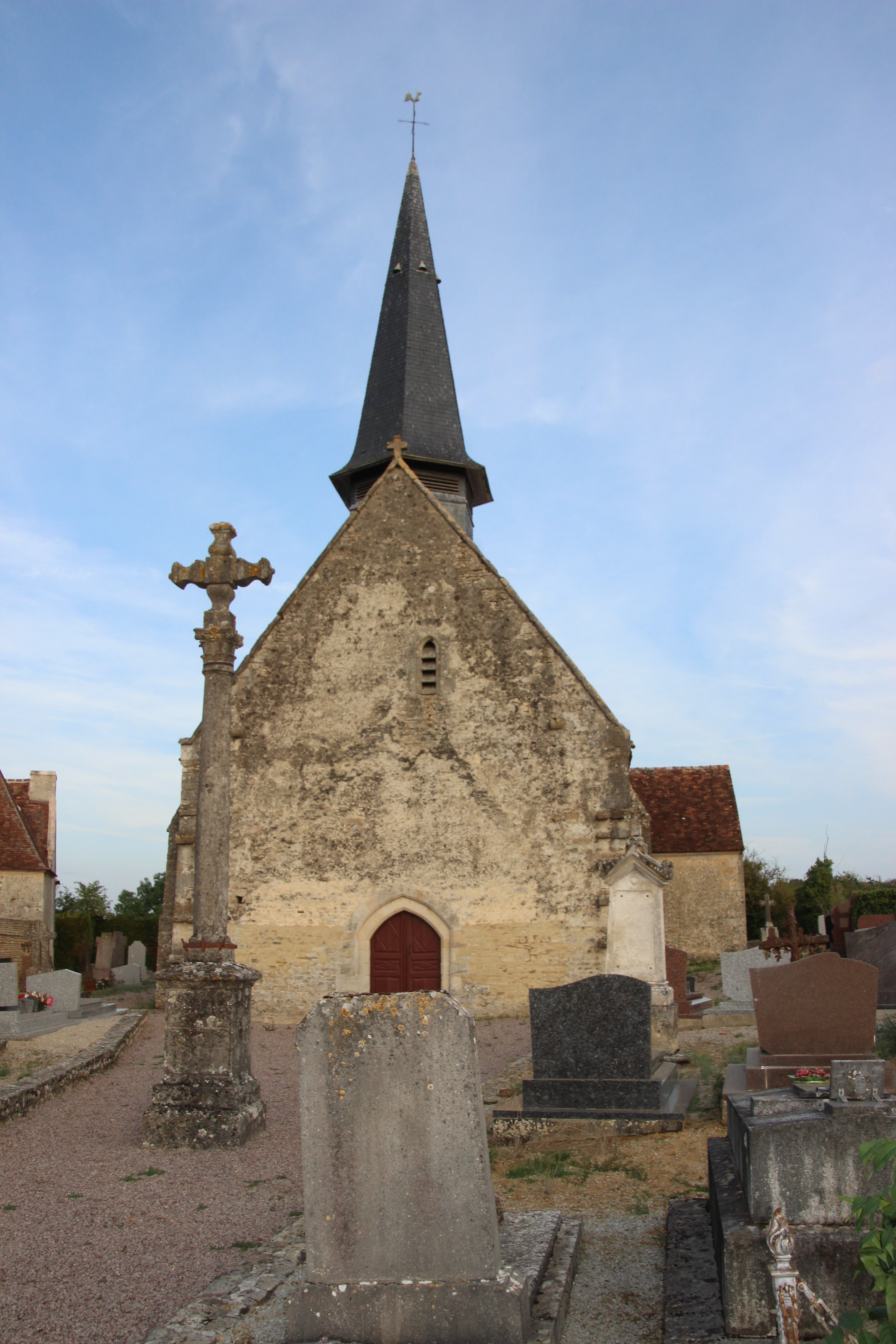
Façade de l'église.

- Église Notre-Dame : édifice de style roman à nef unique commencé à partir du XIIe siècle ; autres périodes de construction : XIIIe-XIVe ; XVIIe-XVIIIe ; cadran solaire datant de 1640. Inscription partielle aux Monuments historiques en 1986[31] puis totale en 2006.
- Ferme de l'Église : ensemble de bâtiments entourant une cour en quadrilatère comprenant un manoir du XVIIe siècle flanqué de trois tours carrées, deux de part et d'autre de la façade principale et une à l'arrière de l'édifice, et possédant à l'intérieur un escalier d'honneur en bois du XVIIe siècle à balustres carrés. Le tout se poursuit par plusieurs communs, un pressoir, une grange à dîme, un ancien manoir du XVIe siècle avec à l'arrière une tour d'escalier circulaire du XIIIe siècle percée de meurtrières, une ancienne motte féodale à l'état de vestiges et des traces de douves au nord. Inscription à l'inventaire supplémentaire des Monuments historiques en 1986[32].

## Personnalités liées à la commune
Le dessinateur Reiser a vécu à Boissei-la-Lande pendant son enfance.[réf. nécessaire].